# 西脇辰弥
西脇 辰弥（にしわき たつや、1964年7月28日 - ）は、日本の音楽プロデューサー、作曲家、編曲家、マルチプレイヤー。愛知県刈谷市出身。

## 概要
幼い頃よりピアノを始め、小学校時代に作曲を始める。愛知県立岡崎北高等学校、名古屋大学工学部出身。
主にキーボードを弾いているが、ピアノ、シンセサイザー、ハーモニカ、ギター、ベース、大正琴、ドラムス、パーカッション、コーラスなど楽曲に関わる全てを担当する曲もある。
ブラス・ロックバンド『BLUFF』のライブにサポートとして参加する機会が多い。
Rolandのキーボード（シンセサイザー）のメーカー公式デモを度々担当しており、YouTubeで試聴可能である。

## 略歴
1987年にPazzのメンバーとしてCBS・ソニーよりデビュー。1988年より、音楽プロデューサー・作曲家・編曲家に転向し、以降多くのアーティストの楽曲を手がける。
1997年、水野正敏、江川ほーじんのツインベーシストバンド『Portfolio』にキーボードで参加。西城秀樹ROCKトリビュート「ちぎれた愛」をWEST SUN（サンプラザ中野と西脇）として歌唱参加。編曲も手掛ける。
2009年、AKANE LIVこと岡本茜と共にシンフォニックメタルユニット『LIV MOON』を結成。
2015年、伊藤広規プロデュース: 尾形和優 with Guitar☆Man S『Ti Amo～希望への光～』に参加（キーボード）。

## ディスコグラフィ（ハーモニカ奏者として）
- Atmosphere（2000年）
- SOUND OF GRAVITY（2001年）

## 楽曲提供

### 作曲・編曲
- 市川陽子 - 「噴水」
- 大塚純子 - 「シューズ・ショップで聴いた歌」「オフィス街のクライマー」「金網ごしのBlue Sky」
- 神崎まき - 「あなたが金メダル」
- 國府田マリ子 「晴れた日にバスに乗って」「前髪」「いまある勇気」「びんづめのうちゅう」「BANDでワケあり」「〜メッセージ〜」「そばにいてよ」「彼女がいるのに」「大アリクイもマーチ」「悲しみの白い鳥」「大空の彼方へ」「シテみたい」「単三電池」「ゆらゆら」「出逢った頃に」「吹く風の中で」「スパイス」「PARADISE」「僕でいるために 君でいるために」「羽根」「自由な翼」「大好きなんだものっ!」「境界線」
- 佐々木望 - 「Dear My Best Friend」（OVA「うしおととら」OPテーマ）
- 佐藤裕美 - 「空のつづき」「やさしさの始まる場所」（OVA「みずいろ（全年齢版）」OPEDテーマ）（2003年4月 - 同年7月）
- 椎名へきる - 「invisible」「ずっと…」
- 高橋克典 - 「Missing piece」
- 谷村有美 - 「朝は朝 嘘は嘘」「かもめのように」「がんばれブロークンハート」「傘を持ってでかけよう」「HALF MOON」「BLUEじゃいられない」「ようこそ愛する気持ち」「シンデレラの勇気」「ラッシュアワーのアダムとイヴ」「つばめに逢える頃に」「パレード・パレード」「友達」「走れ!パンプス」「消せない想い」「Pajama Days」「生まれかわる気持ち」「X'mas Smile」「おやすみなさい」
- TOKIO - 「19時のニュース」「Zettai!」
- Lip's - 「Kiss Me...って感じ」
- 藤崎詩織（金月真美） - 「もう一度キスしよう」
- 皆川おさむとひばり児童合唱団 - 「ケロ猫のタンゴ」（テレビ東京系アニメ「ケロロ軍曹」11代目EDテーマ）（2008年1月 - 3月）
- TVアニメ「まりあ†ほりっく」の音楽を担当（2009年1月 - ）。
- NHK総合 - 「サタデースポーツ」「サンデースポーツ」テーマ曲（2005年4月 - ）
- NHK教育
  - 「おかあさんといっしょ」「ドンスカパンパンおうえんだん」（2009年1月のこんげつのうた）
  - 「みいつけた!」「はじめまちおんど」「おふろがスキー」「オフロスキーかぞえうた」
- 中島愛 - 「星空」（テレビアニメ「たまゆら〜hitotose〜」第7話EDテーマ）「宇宙的DON-DOKO-DON」「愛の重力」「equal」「リルロマンティック feat. GUMI[2]」
- 松本伊代 - 「Private fileは開けたままで…」「眠りの花園」
- ワルキューレ - 「ようこそ! ワルキューレ・ワールドへ」

### 編曲
- あきよしふみえ - 「Together2007」
- 稲垣潤一 - 「TOKYO ELEGY」「君に出会ってから」「呆れちゃうよ」
- 岩崎宏美 - 「ただ・愛のためにだけ」
- 岡崎律子 - 「4月の雪」「空の向こうに」「涙がほおを流れても」
- 神崎まき - 「素直がいつも足りなくて」「一緒にいたい」
- 國府田マリ子 - 「みみかきをしていると」「さよならを信じている」「星降る涙の夜の彼方」「笑顔で愛してる」「ムサ君」「きんいろ月ぎんいろ星」「雨のちスペシャル」「Looking For」「屋上へゆこうよ」「グラジオラス」「冬の空」
- 椎名へきる - 「pure〜いつか、きっと〜」「Little by Little」、「Hello&Good-bye」（ストリングスアレンジ）
- 谷村有美 - 「6月の雨」「友達でいい」「黄昏のシルエット」「眠れる夜の恋人達」「ひとつぶの涙」「どうでもいいの」「愛は元気です。」「OH MY GOD!!」「今が好き」「21世紀の恋人」「永遠のはじまり」「サンタをむかえに行く夜」「あなたのことを思い出した」「猫になりたい」
- 中島愛 - 「Mamegu A Go! Go!」（ホーンアレンジ）
- 爆風スランプ　- アルバム「怪物くん」「ハードボイルド」
- 林原めぐみ - 「夢を抱きしめて」「好きより大好きミンキースマイル」
- ひらけ!ポンキッキ - 「はたらくくるま3」
- PIERROT - 「AGITATOR」「FOLLOWER」「PURPLE SKY」「神経がワレル暑い夜」「神経がワレタ寒い夜」「DRAMATIC NEO ANNIVERSARY」「DOMESTIC VIOLENCE」「有害の天使」「COCOON」「真っ赤な花」「サルビア」「HEAVEN」「新月」「HOME SICK」「LOVE&PEACE」「BELIEVER」「AUTOMATION AIR」「OVER DOSE」「BIRTHDAY」「PSYCHEDELIC LOVER」
- 20th Century - 「screaming」
- 堀江由衣 - 「洗濯機の中から」「スコール クロール」
- メロキュア - 「Agape」「愛しいかけら」「ALL IN ALL」「So far, so near」「Pop Step Jump!」「めぐり逢い」
- 森川美穂 - 「ブルーウォーター（21st century ver.）」「Yes,I Will…（21st century ver.）」
- ribbon - 「太陽の行方」
- 「真・女神転生 LAW&CHAOS DISC」　ゲームサウンドトラックCDアレンジディスク「CHAOS DISC」